# 少年ノート
『少年ノート』（しょうねんノート）は、鎌谷悠希による日本の漫画。副題は「Days of Evanescence」。
『モーニング』増刊『モーニング2』（→『月刊モーニングtwo』）（講談社）にて32号（2010年）に『オクターヴ』の題名で読切掲載された後、設定を仕切り直して40号（同）より2014年5月号（80号）まで毎月連載された。2014年7月号には番外編「ウラジーミル少年の音」が掲載された。単行本は全8巻。話数は「の音01」という風に数が付けられている。

## あらすじ
音に対しての感受性が人一倍豊かな主人公・蒼井由多香。ボーイソプラノの声の持つ彼が中学校の合唱部に入り、少しずつ周りの人間に変化をもたらしていく。

## 登場人物

### 河海東（かわみひがし）中学校

#### 1年
蒼井 由多香（あおい ゆたか）
河海市に引っ越してきた少年。合唱部の歌声を聞き、入部を決意する。父は船乗り・兄・穣（みのる）は海外放浪中のため、雑誌編集者の母と2人暮らし。ボーイソプラノ。
鞆 知也（とも ともや）
蒼井が引っ越ししてきてからできた親友。別役とは幼馴染。背が高く穏やかな性格。元アマチュアのバリトンで、現在は音楽喫茶ミューズを営む祖父・耕次郎と双子の妹がいる。バス/アルトパート。
田所（たどころ）
いがぐり頭の男子。最初は合唱をバカにしていたが、蒼井に勧誘され入部する。バスパート。
柴山（しばやま）
メガネの男子。囲碁部に入部希望だったが廃部になっていたため、蒼井に勧誘され合唱部に入部する。バスパート。
伊勢 まり子（いせ まりこ）
ウェーブのかかったロングヘアーの女子。引っ込み思案で内向的。ソプラノパート。
水戸（みと）
オソヴェイラ 高橋 ジョアン（- たかはし -）
姫川 柚子葉（ひめかわ ゆずは）
海原 陽菜（うなばら ひな）
古城 アキラ（こじょう -）
上村 真梨（うえむら まり）

#### 2年
町屋 翠（まちや みどり）
副部長。哲学的な思考をし、謎めいた雰囲気を醸し出す。普段はコンタクトレンズを着用している。両親は海外赴任中で、祖母と曽祖父母と暮らしている。鉄二という名の犬を飼っている。ソプラノパート。
高峰 冬子（たかみね とうこ）
ポニーテールの女子。最初は蒼井に辛く当たるものの徐々に打ち解ける。
橋田 怜（はしだ れい）
小此木 理沙（おこのぎ　りさ）
渡辺 道子（わたなべ みちこ）
山村 千里（やまむら ちさと）

#### 3年
別役 秋年（べつやく あきとし）
部長。過去に生真面目な性格が元で顧問の太田と衝突した。家は音楽一家でピアノをやっている兄妹がいる。妹は御旗中学に在学中。紫外線アレルギー。ピアノ/指揮/バスパート。
唐沢 正史（からさわ まさし）
別役をピアニストとして勧誘するまで唯一の男子部員だった。
三宮 春菜（さんのみや はるな）
七瀬 明日見（ななせ あすみ）
佐藤 有美（さとう ゆうみ）
蜂須賀 実和（はちすか みわ）
三原 純（みはら すみ）

#### 教師
太田（おおた）
合唱部顧問。音大の声楽科を出ているが、社会科教師。
大橋（おおはし）
音楽科非常勤講師で吹奏楽部顧問。自らが所属する河海市民オペラに蒼井を誘う。

### その他の学校

#### 島中（しまなか）中学校
斉藤（さいとう）
小学2年生の時に伊勢と鞆と同級生だった。

#### 御旗（みはた）中学校
佐竹（さたけ）
御旗中合唱部顧問。プロの声楽家。

### その他
ウラジーミル・イリイチ・ポポフ
ロシアのボーイソプラノ。世界中でもてはやされているが、黒い考えの裏の顔を持つ。日本語が喋れる。叔父のアナトリー・ユーリエヴィチ・ポポフがマネジメントをしている。

## 作中に登場する楽曲
春に
谷川俊太郎作詩、木下牧子作曲。混声合唱曲集「地平線のかなたへ」に収録。
COSMOS
ミマス作詞作曲。
君をのせて
宮崎駿作詞、久石譲作曲。
二十億光年の孤独
谷川俊太郎作詩、木下牧子作曲。混声合唱曲集「地平線のかなたへ」に収録。劇中に出てくる女声二部版は存在しない。
VOICE
ポップス歌手リリコの作った架空の曲。Nコン課題曲。近年は実際のNコン中学校課題曲も、ポップス歌手によるものを採用することが多い。
ねじの回転
ベンジャミン・ブリテン作曲のオペラ。
アマールと夜の訪問者
ジャン＝カルロ・メノッティ作曲のオペラ。
涙をこえて
かぜ耕士作詞、中村八大作曲。
あしたはどこから
平峯千晶作詞、三枝成彰作曲。平成15年度NHK全国学校音楽コンクール高等学校の部課題曲。
あくび
岩河三郎作詞作曲。楽しい発声のドリルの1曲目。
スターバト・マーテル
歌詞のみ登場。スターバト・マーテルも参照。
夜の女王のアリア
ヴォルフガング・アマデウス・モーツァルト作曲。オペラ「魔笛」のアリア。
旅立ちの日に
小嶋登作詞、坂本浩美作曲。
寒ブリの歌
宮沢章二作詞、岩河三郎作曲。少年少女合唱組曲「海の風景」に収録。
いまぼくに
谷川俊太郎作詩、信長貴富作曲。混声合唱組曲「いまぼくに」に収録。
山賊の歌
田島弘作詞、小島祐嘉作曲。
フィガロの結婚
ヴォルフガング・アマデウス・モーツァルト作曲のオペラ。劇中でポポフがまくし立てているのは、ケルビーノのアリア「自分で自分がわからない」。

## 書誌情報
- 鎌谷悠希 『少年ノート』 講談社〈モーニングKC〉 全8巻
  1. 2011年6月23日発売、ISBN 978-4-06-387019-0 ; 表紙は蒼井。
  2. 2011年10月21日発売、ISBN 978-4-06-387057-2 ; 表紙は別役。
  3. 2012年5月23日発売、ISBN 978-4-06-387111-1 ; 表紙は伊勢。
  4. 2012年12月21日発売、ISBN 978-4-06-387163-0 ; 表紙は町屋。
  5. 2013年4月23日発売、ISBN 978-4-06-387210-1 ; 表紙はウラジーミル。
  6. 2013年10月23日発売、ISBN 978-4-06-387265-1 ; 表紙は鞆。
  7. 2014年3月20日発売、ISBN 978-4-06-388307-7 ; 表紙は水戸と町屋。
  8. 2014年7月23日発売、ISBN 978-4-06-388357-2 ; 表紙は蒼井とウラジーミル。